# Horst Ziethen
Horst Ziethen (* 1934) ist ein deutscher Film- und Theaterschauspieler.

## Wirken
Horst Ziethen besuchte die Hochschule für Schauspielkunst „Ernst Busch“ Berlin und begann in den 1950er-Jahren als Theaterschauspieler zunächst am Volkstheater Rostock; in dieser Zeit war er auch in Rostocker Inszenierungen im DDR-Fernsehen zu sehen. Um 1970 wechselte er zum Deutschen Theater in Berlin. Unter der Regie von Hanns Anselm Perten trat er u. a. in Stücken wie Die Verfolgung und Ermordung Jean Paul Marats dargestellt durch die Schauspielgruppe des Hospizes zu Charenton unter Anleitung des Herrn de Sade von Peter Weiss auf.
Ab Ende des Jahrzehnts wirkte er außerdem im Produktionen des Deutschen Fernsehfunks mit. Sein TV-Debüt hatte er 1960 in Die Talente (1960, Regie Hans-Dieter Schmidt), mit Manfred Krug und Edwin Marian in den Hauptrollen. In den folgenden Jahren wirkte er in Fernsehproduktionen von Walter Beck, Adolf Dresen (Juno und der Pfau, 1975), Alexander Lang (Die traurige Geschichte von Friedrich dem Großen, 1963), Gaudenz Meili (Die arge Legende vom gerissenen Galgenstrick, 1978), Hanns Anselm Perten, Peter Vogel (Die erste Reihe, 1987), Lothar Warneke und Manfred Wekwerth mit; außerdem trat er in Fernsehserien wie Unbekannte Bürger, Bach in Arnstadt, Der Staatsanwalt hat das Wort und Rund um die Uhr auf. Zu seinen letzten Auftritten im Fernsehen gehörte Roland Gräfs Drama Das Haus am Fluß (1986), in Jurij Kramers Stunde der Wahrheit (1988), in Heiner Carows Coming Out (1990) und in der Polizeiruf-110-Episode Polizeiruf 110: Warum ich....
Ziethen betätigte sich ferner als Sprecher für Hörspielproduktionen wie Onkel Toms Hütte (1968, Regie Christine von Santen).

## Filmografie
- 1960: Die Talente (Regie: Hans-Dieter Schmidt)
- 1960: Terra incognita (Regie: Hanns Anselm Perten)
- 1967: Happy End (Fernsehserie)
- 1969: Unbekannte Bürger (Fernsehserie, Regie: Ulrich Thein)
- 1970: Der rote Reiter (Regie: Walter Beck)
- 1972: Bach in Arnstadt (Fernsehserie, Regie: Uwe-Detlev Jessen, Fred Noczynski)
- 1974: Juno und der Pfau (Theateraufzeichnung, Regie: Adolf Dresen)
- 1976: Leben und Tod König Richard III. (Theateraufzeichnung, Regie: Manfred Wekwerth)
- 1978: Die arge Legende vom gerissenen Galgenstrick, (Regie: Gaudenz Meili)
- 1979: Addio, piccola mia (Regie: Lothar Warneke)
- 1981: Der Staatsanwalt hat das Wort: Nachtpartie (Fernsehreihe)
- 1982: Hotel Polan und seine Gäste (Fernsehserie, Regie: Horst Seemann)
- 1983: Die traurige Geschichte von Friedrich dem Großen (Theateraufzeichnung, Regie: Alexander Lang)
- 1985: Die Rundköpfe und die Spitzköpfe (Theateraufzeichnung, Regie: Alexander Lang)
- 1986: Das Haus am Fluß (Regie: Roland Gräf)
- 1986: Rund um die Uhr (Fernsehserie)
- 1987: Die erste Reihe (Fernsehfilm, Regie: Peter Vogel)
- 1988: Stunde der Wahrheit (Fernsehfilm, Regie: Jurij Kramer)
- 1989: Kikeriki (Fernsehserie, Regie: Margot Thyret)
- 1989: Egmont (Regie: Friedo Solter, Margot Thyret)
- 1989: Coming Out (Regie: Heiner Carow)
- 1990: Polizeiruf 110: Warum ich... (Regie: Ursula Bonhoff)

## Hörspiele (Auswahl)
- 1964: K. M. Walló: Die Prinzessin mit dem goldenen Stern (Küchenjunge) – Regie: Renate Thormelen (Kinderhörspiel – Litera)
- 1966: Peter Weiss: Die Verfolgung und Ermordung Jean Paul Marats, dargestellt durch die Schauspielgruppe des Hospizes zu Charenton unter Anleitung des Herrn de Sade. Eine Inszenierung des Volkstheaters Rostock für Rundfunk und Schallplatte (Sänger) – Regie: Hanns Anselm Perten (Hörspiel – Rundfunk der DDR)
- 1984: Charles Perrault: Riquet und Mirabelle (Edelmann, am Hof Prinz Riquets) – Regie: Karin Lorenz (Kinderhörspiel – Litera)
- 1986: Brüder Grimm: Der Frieder und das Katherlieschen (Zweiter Dieb) – Regie: Karin Lorenz (Kinderhörspiel – Litera)
- 1986: Theodor Storm: Die Regentrude (Knecht) – Regie: Jürgen Schmidt (Kinderhörspiel – Litera)
- 1987: Albert Wendt: Prinzessin Zartfuß und die sieben Elefanten (Stimme I) – Regie: Cox Habbema (Kinderhörspiel – Litera)
- 1987: Andreas Scheinert: Des Teufels Triller (Schmalzbauer) – Regie: Andreas Scheinert (Hörspiel – Litera)
- 1987: Fred Rodrian: Weihnachtsgeschichten (Schornsteinfeger) – Regie: Karin Lorenz (Kinderhörspiel – Litera)